# Gerichtsamt Löbau
Das Gerichtsamt Löbau war in den Jahren zwischen 1856 und 1874 die unterste Verwaltungseinheit und von 1856 bis 1879 nach der Abschaffung der Patrimonialgesetzgebung im Königreich Sachsen Eingangsgericht. Es hatte seinen Amtssitz in der Stadt Löbau.

## Geschichte
Nach dem Tod des sächsischen Königs Friedrich August II. wurde unter der Regierung von dessen Nachfolger König Johann nach dem Vorbild anderer Staaten des Deutschen Bundes die Abschaffung der Patrimonialgesetzgebung verordnet. An die Stelle der bisher im Königreich Sachsen in Stadt und Land vorhandenen Gerichte der untersten Instanz traten die zentral gelegenen Bezirksgerichte und Gerichtsämter in nahezu allen größeren Städten. Die Details der Verwaltungsreform regelten das sächsische Gerichtsverfassungsgesetz vom 11. August 1855 und die Verordnung über die Bildung der Gerichtsbezirke vom 2. September 1856.
Stichtag für das Inkrafttreten der neuen Behördenstruktur im Königreich Sachsen war der 1. Oktober 1856. Aufgelöst wurde das Königliche Landgericht Löbau. Das neu gebildete Gerichtsamt Löbau unterstand dem Bezirksgericht Löbau. Sein Gerichtsbezirk umfasste Löbau, Altcunnewitz mit Neucunnewitz, Altlöbau, Belbitz, Bischdorf (Ober- und Nieder-), Breitendorf, Carlsbrunn, Dolgowitz, Ebersdorf mit Liebesdörfel, Eiserode, Georgewitz, Glossen, Goßwitz, Großdehsa, Großschweidnitz, Herwigsdorf bei Löbau (Ober-, Obermittel-, Nieder- und Niedermittel-), Hochkirch, Kittlitz mit Neukittlitz, Kleindehsa mit Wuischke, Kleinradmeritz mit Fritzkau und Ziegelscheune, Kleinschweidnitz, Körbigsdorf, Kötzschau, Kohlwesa, Kottmarsdorf, Kuppritz, Lauba (Alt-), Laucha, Lautitz, Lehn mit Jauernick, Mauschwitz, Mittelsohland a.R., Nechen, Neudorf bei Lauba, Neulauba, Niedercunnersdorf mit Neucunnersdorf, Niederlawalde, Niederrottenhain, Niedersohland a.R., Niethen, Obercunnersdorf, Oberottenhain mit Sonneberg, Obersohland a. R., Oehlisch, Oelsa, Oppeln mit Kalkreuth, Peschen, Plotzen, Rodewitz bei Hochkirch, Rosenhain (Ober-, Mittel- und Nieder-), Sornßig, Streitfeld, Unwürde, Wendisch-Cunnersdorf, Wendisch-Paulsdorf, Wohla, Zoblitz und Zschorna mit Kleinzschorna.
Die Zivil- und Kriminalgerichtsbarkeit im Weichbild der Stadt wurde in allen ihren Zweigen vom Gerichtsamt Löbau verwaltet. Die Polizei und die Polizeigerichtsbarkeit aber standen, mit Ausnahme des Pass- und Fremdenwesens, welches auch das Gerichtsamt Löbau verwaltete, dem Bürgermeister und städtischem Rat zu, dem somit die gesamte Wohlfahrts-, Sicherheits-, Gewerbe- und Gesindepolizei sowie das Innungswesen unterstand.
1874 wurde das Gerichtsamt Weißenberg aufgelöst und die Stadt Weißenberg und die Ortschaften Grube, Kotitz, Krappe, Lauske, Maltitz mit Wasserkretscham und Kleintetta, Nostitz, Särka, Spittel und Trauschwitz wurden aus dessen Sprengel dem des Gerichtsamtes Löbau zugeordnet.
Nach der Neustrukturierung der Gerichtsorganisation gemäß dem Gesetz über die Organisation der Behörden für die innere Verwaltung vom 21. April 1873 gingen die Verwaltungsbefugnisse der Gerichtsämter 1874 auf die umgestalteten bzw. neu gebildeten Amtshauptmannschaften über.
Seitdem das bisherige königliche Gericht als königliches Gerichtsamt bezeichnet wurde, führte sein Vorstand den Titel Gerichtshauptmann.
Die Verwaltungsaufgaben des Gerichtsamtes Löbau wurden im Zuge der Neustrukturierung der sächsischen Gerichtsorganisation gemäß dem Gesetz über die Organisation der Behörden für die innere Verwaltung vom 21. April 1873 in die im Jahre 1874 neugeschaffene Amtshauptmannschaft Löbau mit Sitz in der Stadt Löbau integriert.
Das Gerichtsamt Löbau wurde 1879 auf Grund des Gesetzes über die Bestimmungen zur Ausführung des Gerichtsverfassungsgesetzes im Deutschen Reich vom 27. Januar 1877 und des Gesetzes über die Zuständigkeit der Gerichte in Sachen der nichtstreitigen Gerichtsbarkeit vom 1. März 1879 durch das neu gegründete Amtsgericht Löbau abgelöst.